# Chilam Balam

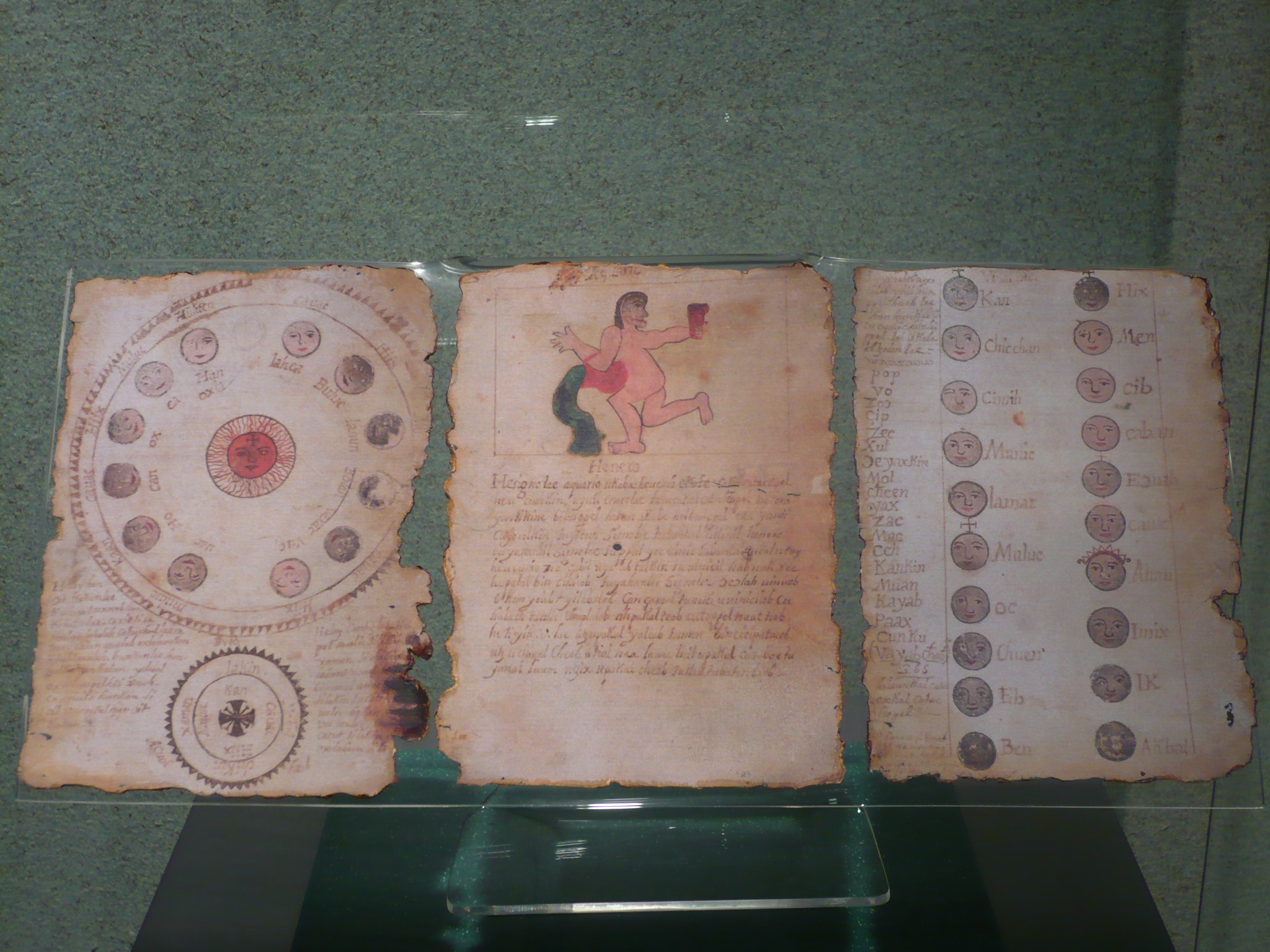
Chilam Balam z Ixil, Museo Nacional de Antropologia

Chilam Balam – nazwa różnych tekstów związanych z kulturą Majów, napisanych w XVII i XVIII w języku maya, używanym na półwyspie Jukatan. Stanowią ważne źródło wiedzy o religii, historii, medycynie i astronomii dawnych Majów. Najważniejszą i najobszerniejszą z tych ksiąg jest Chilam Balam z miejscowości Chumayel. Najpóźniejszy z tekstów zaliczanych do zbioru Chilam Balam, tzw. Kodeks Pérez, stanowi kompilację wcześniejszych utworów. Ponieważ dzieła powstały już po konkwiście, widoczne są w nich również wpływy hiszpańskie, zwłaszcza w zakresie religii.